# Соколан Ярослав Тадейович
Яросла́в Таде́йович Сокола́н (*8 вересня 1952, Павлівка;— †10 липня 2013, Івано-Франківськ) — український живописець, монументаліст, член НСХУ.

## Біографічні дані
Народився у селі Павлівка, Тисменицького району Івано-Франківської області.
Закінчив відділ художнього оформлення Львівському державному коледжі декоративного і ужиткового мистецтва імені І. Труша (1977) і факультет проектування інтер'єру й меблів Львівського державного інституту прикладного та декоративного мистецтва (нині — Львівська національна академія мистецтв) (1982). Його викладачами були Драган Тарас Миколайович, Вендзилович Мирон Дем'янович, Манастирський Вітольд Антонович, Максисько Теофіл Степанович.
У 1989 році Я. Соколан став членом Національної спілки художників України.
Працював у жанрі монументального мистецтва.
Помер у м. Івано-Франківськ

## Творчість
Його твори експонуються в Київському національному музеї українського мистецтва й Івано-Франківському художньому музеї. Чимало полотен нашого краянина зберігаються у приватних колекціях поціновувачів мистецтва як в Україні, так і за кордоном: у Канаді, Великій Британії, Німеччині, Болгарії, Литві.

Мистецька діяльність Ярослава Соколана тривала понад три десятиліття, упродовж яких він вдосконалювався як творча особистість.

Був неодноразовим учасником обласних (з 1971 р.), зональних (1978 р.), всеукраїнських (з 1982 р.), міжнародних (1982 р., Болгарія) та персональних виставок. Остання персональна виставка відбулась у вересні 2002 р. (м. Івано-Франківськ), на якій були представлені понад 60 творів різної техніки тематики. Окрім малярства, Ярослав Тадеович залишив непересічний слід в монументальному мистецтві, його роботи можна побачити в івано-франківській обласній дитячій бібліотеці («Світ казок», 1983 р.), музеї пожежної охорони («Людина і вогонь», 1986 р.), дитячій стоматологічній поліклініці («мотиви українських та російських казок», 1989 р.). Останні роки творчої праці присвятив творам на релігійну тематику (Розпис церкви в с. Загвіздя Тисменицького р-ну, с. Нижній Струтин Рожнятівського р-ну та інших об'єктів).

Здавалось би, тематика його робіт має бути далекою від проблем сьогодення й сучасного світосприймання і це закриє перед ними дорогу в майбутнє. Та всупереч усім песимістичним прогнозам, творчість цього художника не стала епізодичним явищем у вітчизняному живописі й зуміла здолати бар'єри часу. Полотна Ярослава Соколана й зараз зберігають свою актуальність для всіх, хто шукає в мистецтві нетлінних, непроминальних цінностей, що не підвладні примхам скороминущої моди.

### Твори
Твори, які експонувались на останній персональній виставці в 2002 р.

Роботи Ярослава Соколана[недоступне посилання з липня 2019]

Роботи через покуковик Google 

1. Архистратиги. 2002. п. о. 110><85.

2. Воскресіння (триптих). 2002. п. о. 110x255.

3. Гетсиманський сад. 2002. п. о. 110X85.

4. Марія. 2002. п. о. 110x85.

5. Молитва про чашу. 2002. п. о. 110x85.

6. Даниїл. 1983. п. с. 51x68.

7. Натюрморт зі старою мушлею. 1983. к. о. 54x65.

8. Павук. 1985. к. о. 33x50.

9. Вечірні роздуми. 1983. п. о. 110x115.

10. Неспокій. 1986. п. о. 79x118.

11. Та прийде час… 1986. к. л. т. 73x97.

12. Пам'ять. 1986. п. о. 110x85.

13. Портрет Вітушинського. 1986. п. о. 110x85.

14. Портрет односельця. 1985. к. о. 52x34.

15. Козаки в дорозі. 1990. к. о. 30x40.

16. Козаки в дорозі. 1993. п. о. 70x110.

17. Воскресіння. 1995. п. о. 33x67.

18. Ранок на Пруті. 1996. к. о. 50x60.

19. Святочні роздуми. 1997. к. о. 50x60.

20. Кельн. 1998. к. о. 22x30.

21. Ворохта. 1998. к. о. 22x40.

22. Осінь в горах. 1998. к. о. 22x40.

23. Гірські мотиви. 1998. к. оІ22*40.

24. Гірський струмок. 1999. к. о. 34x43.

25. Тиша. 1999. п. о. 50x60.

26. Христос із чашею. 1999. к. о. 71 хбО.

27. Голгофа. 2000. п. о. 75x95.

28. Бистриця. 2000. п. о. 36x65.

29. Вечір. 2000. к. о. 38x46.

30. Квіти. 2000. к. о. 61x65.

31. Підгір'я. 2001. к. о. 43x61.

32. Ставок. 2001. к. о. 50x60.

33. В похід. 2001. к. о. 32x66.

34. Гірський струмок. 2001. к. о. 55x70.

35. Материнство. 2001. к. о. 40x50.

36. Ранок в лісі. 2002. п. о. 50x60.

37. Спокій. 2002. п. о. 50x60.

38. Портрет дружини. 2002. п. о. 70x50.

39. Сповнилося. 2002. к. о. 61 х50.

40. Козаки. 2002. п. о. 65x70.

41. Верба над водою. 2002. п. о. 55> 60.

44. Балтика в сутінках. 2002. к. о. 55x83.

50. Серія акварелей 